# Bệnh loạn dưỡng cơ Duchenne
Bệnh loạn dưỡng cơ Duchenne là một bệnh di truyền ở người, đặc trưng bởi sự thoái hóa cơ, do gen đột biến định vị ở vùng không tương đồng của nhiễm sắc thể X gây ra. Gen đột biến là alen lặn không tạo ra dystrophin làm tế bào cơ tổn thương. Bệnh này được đặt tên theo nhà thần kinh học người Pháp Guillaume Benjamin Amand Duchenne là  người đầu tiên phát hiện và mô tả rõ ràng về bệnh học vào khoảng năm 1860. Trong y học nước ngoài, tên bệnh này gọi là "Duchenne muscular dystrophy" (viết tắt là DMD) hoặc gọi tắt là "bệnh Duchenne" (phát âm tiếng Anh: /duˈʃɛn/, tiếng Việt thường đọc theo tiếng Pháp là Đuyxen, hoặc theo tiếng Anh là Đuxen). Đây là một bệnh phổ biến hơn cả trong nhóm bệnh loạn dưỡng cơ (muscular dystrophy), từ dưới đây tên bệnh viết tắt theo quy ước quốc tế là DMD.

## Lược sử nghiên cứu và triệu chứng

### Lược sử
- DMD được mô tả những lần đầu tiên nhờ bác sĩ ở Napôli là Jac Semmola vào năm 1834 và bác sĩ người Ý là Gaetano Conte vào năm 1836.[5][6]
- Tuy nhiên, tên chính thức hiện dùng lại được đặt theo tên của nhà thần kinh học người Pháp là Duchenne. Trong những bản in vào đầu thập niên 1860, ông đã mô tả chi tiết trường hợp của một cậu bé mắc bệnh này (cuốn sách "Paraplegie hypertrophique de l'enfance"). Sau đó là hàng loạt các tác phẩm về bệnh lý học kèm theo ảnh chụp người bệnh. Duchenne còn là người đầu tiên sinh thiết mô một người bệnh nhân còn sống để khảo sát bằng kính hiển vi.

### Triệu chứng

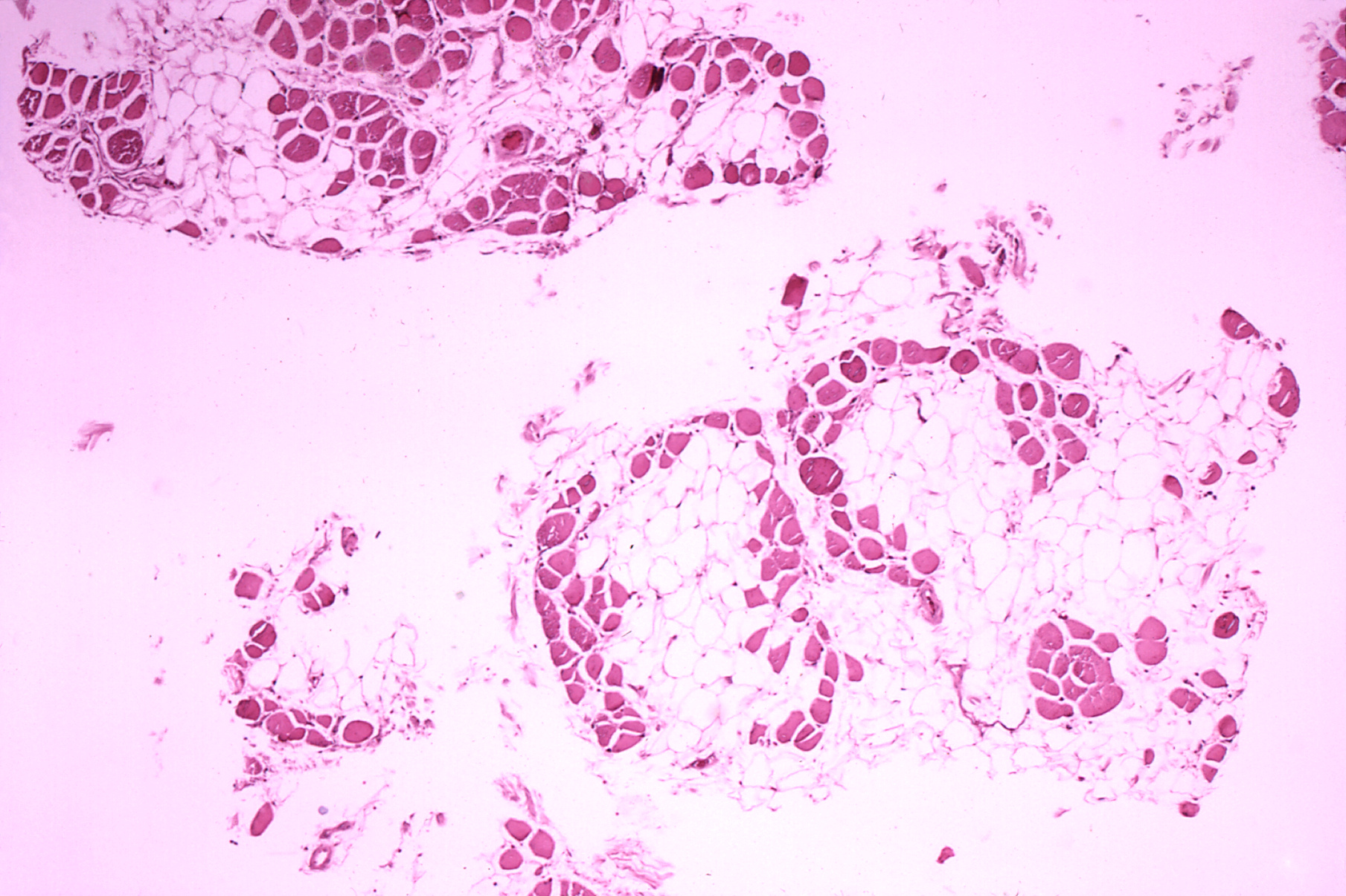
Mặt cắt ngang một bắp cơ một người bị bệnh này cho thấy nhiều sợi cơ teo biến mất, bị thay bởi mô mỡ.

- DMD là một kiểu bệnh loạn dưỡng cơ nghiêm trọng nhất. Triệu chứng  thường bắt đầu ở bé trai khoảng 3 - 4 tuổi biểu hiện ở yếu cơ và teo cơ, ban đầu thường ở các cơ đùi, cơ bắp chân, sau đó là ở cơ cánh tay. Vì thế người bệnh đi lại và đứng lên rất khó khăn. Đến tuổi 12 thường không thể tự đi bộ. Ngoài ra nhiều người bệnh còn bị kèm chứng vẹo cột sống, một số còn bị thiểu năng trí tuệ. Nữ giới cũng có thể biểu hiện một số triệu chứng này, nhưng tần số bị bệnh rất thấp và mức độ biểu hiện bệnh thường nhẹ hơn. Nói chung, tuổi thọ trung bình của người bệnh là 26, nếu chăm sóc thật đầy đủ thì một số có thể sống tới độ tuổi 30 hoặc 40.
- Bệnh thường gặp ở nam, xảy ra với tần số khoảng 1/3600 trẻ sơ sinh nam, có tiền sử gia đình mắc bệnh này.[7]
- Ngoài các triệu chứng dễ nhận nói trên, người bệnh còn có thể có các biểu hiện sau:[8]

-     Nếu đi được thì thường có xu hướng đi bằng bàn chân trước, hoặc thậm chí đi trên các ngón chân;
-     Hay bị ngã, thường mỏi cơ;
-     Bệnh nặng sẽ không thể chạy, nhảy và thậm chí không đi lại được ở khoảng 9 - 12 tuổi;
-     Phì đại vùng chậu, các cơ hông ngắn nên cúi lưng xuống hay thẳng lưng lên khó khăn;
-     Co thắt gân Asin và gân kheo.
-     Liệt các cơ từ cổ trở xuống ở độ tuổi 21.
Cơ người bệnh bị teo đi do các sợi cơ trong bắp cơ tiêu biến, các tế bào mô mỡ chèn vào khoảng trống, nên cơ mất sưc co và cả trương lực.

## Nguyên nhân và cơ chế di truyền

### Nguyên nhân

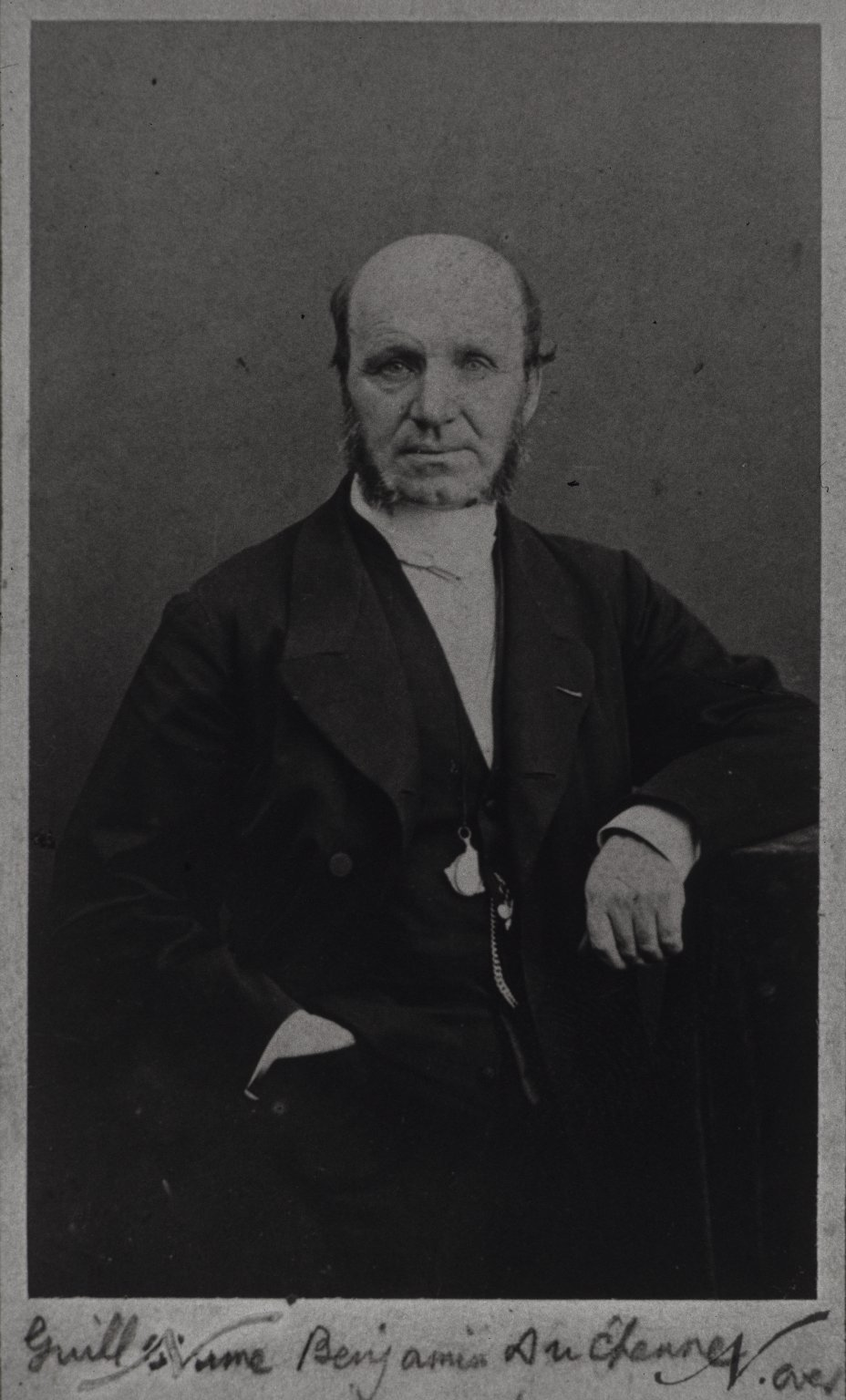
Bác sĩ Đuyxen (1806 - 1875).

- Hơn một thế kỉ sau phát hiện của Duchenne, mãi đến năm 1986 một số nhà nghiên cứu mới xác định được DMD là bệnh do một gen đột biến ở vùng không tương đồng của nhiễm sắc thể X. Gen đột biến không tạo ra được dystrophin. Đây là một loại prôtêin mà nếu thiếu sẽ làm tế bào cơ bị tổn thương, kèm theo ít nhiều rối loạn về thần kinh, nên được coi là alen lặn so với alen bình thường có tạo ra dystrophin.[9]
- Tên thường gọi của gen này là gen distrôphin hay DMD gene, mã ID = 1756 (updated on 10-Apr-2021), với hàng loạt bí danh đã dùng là: BMD; CMD3B; MRX85; DXS142; DXS164; DXS206; DXS230; DXS239; DXS268; DXS269; DXS270; DXS272.[10] Gen có kích thước khoảng 2 Mb và mã hóa một protein lớn, là một tiểu đơn vị (subunit) tạo nên phức hợp dystrophin-glycoprotein (DGC), là cầu nối giữa bộ xương với chất nền ngoại bào. Các đột biến điểm của gen này không chỉ gây ra DMD, mà còn gây ra hoặc kèm theo bệnh loạn dưỡng cơ Becker (BMD) hoặc bệnh cơ tim.[11]

### Cơ chế di truyền

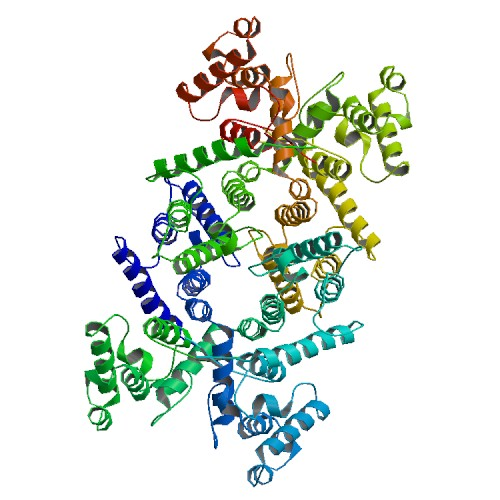
Cấu trúc phân tử của prôtêin dystrophin

Bệnh di truyền theo cơ chế liên kết giới tính, thuộc trường hợp di truyền gen lặn liên kết X, do gen mã hóa dystrophin định vị ở Xp21.